# SV Hamborn 07
SV Hamborn 07 – niemiecki klub piłkarski z siedzibą w mieście Duisburg, w kraju związkowym Nadrenia Północna-Westfalia, działający w latach 1907–1954.

## Historia
Klub został założony w 1907 jako SV Hamborn 07 w wyniku fuzji klubów BSC Hamborn i SV Marxloh. W 1943 połączył się z Union 02 Hamborn i zmienił nazwę na KSG 07/Union Hamborn .
W 1945 został rozwiązany i ponownie założony jako SV Hamborn 07. W 1954 połączył się z Sportfreunde Hamborn tworząc Sportfreunde Hamborn 07.

## Sukcesy
- 5 sezonów w Oberlidze West (1. poziom): 1947/48-1951/52.
- 2 sezony w 2. Oberlidze West (2. poziom): 1952/53-1953/54.